# 维米那勒山

罗马七座山丘

维米那勒山（拉丁語：Collis Viminalis）是罗马七座山丘中最小的一座，为伸向罗马市中心的手指形山丘，西北方是奎利那雷山，东南方是 埃斯奎利诺山。这里拥有罗马歌剧院（Teatro dell'Opera）和特米尼车站。
在维米那勒山山顶是维米那勒宫，意大利内政部设于其内，现在“维米那勒”就代表内政部。 